# František Schneider (1961)
František Schneider (* 27. prosince 1961 v Uničově) je bývalý československý prvoligový fotbalový obránce. Jeho otec František Schneider byl prvním hráčem v historii Spartaku Uničov, který reprezentoval – byť v mládežnické kategorii – ČSR. Jeho syn František Schneider je také ligovým fotbalistou.

## Fotbalová kariéra
Uničovský rodák a odchovanec vydržel v mateřském klubu až do dorosteneckého věku, poté přestoupil do Zbrojovky Brno, za kterou debutoval v nejvyšší soutěži. Jaro 1981 strávil zpět v Uničově na hostování ze Zbrojovky Brno. Na vojně hrál 1. ligu za RH Cheb a ke konci ZVS 4. ligu za RH Sušice. Po vojně hrál jednu sezonu druhou ligu za Sigmu Olomouc a přestoupil do Havířova. Do 1. ligy se vrátil opět ve Zbrojovce Brno na podzim 1989. V československé fotbalové lize nastoupil celkem v 64 utkáních a dal 1 gól (8. dubna 1990 na hřišti Považské Bystrice, kde Zbrojovka vyhrála 2:1). V Evropských pohárech nastoupil v jednom utkání Poháru UEFA 1980/81, byl členem základní sestavy v domácím zápase Zbrojovky se španělským Realem Sociedad San Sebastián. Od července 1991 působil v nižších rakouských soutěžích, po návratu v roce 2000 hrál ještě krátce v místě svého bydliště za brněnskou Spartu, kde toho času za žáky hrál i jeho syn František.

## Ligová bilance
| Ročník                                   | Zápasy | Góly | Klub              |
| ---------------------------------------- | ------ | ---- | ----------------- |
| 1. československá fotbalová liga 1980/81 | 11     | 0    | Zbrojovka Brno    |
| Divize D 1980/81                         | -      | -    | US Uničov         |
| 1. československá fotbalová liga 1981/82 | 13     | 0    | RH Cheb           |
| 1. československá fotbalová liga 1982/83 | 13     | 0    | RH Cheb           |
| Divize A 1982/83                         | -      | -    | RH Sušice         |
| I. ČNFL 1983/84                          | 10     | 1    | Sigma ZTS Olomouc |
| II. ČNFL 1984/85 – sk. B                 | -      | -    | Baník Havířov     |
| II. ČNFL 1985/86 – sk. B                 | -      | -    | Baník Havířov     |
| II. ČNFL 1986/87 – sk. B                 | -      | -    | Baník Havířov     |
| I. ČNFL 1987/88                          | 22     | 2    | Baník Havířov     |
| I. ČNFL 1988/89                          | 29     | 7    | Baník Havířov     |
| 1. československá fotbalová liga 1989/90 | 25     | 1    | Zbrojovka Brno    |
| 1. československá fotbalová liga 1990/91 | 2      | 0    | Zbrojovka Brno    |
| II. ČNFL 1990/91 – sk. B                 | -      | -    | VTJ Hodonín       |
| CELKEM                                   | 64     | 1    |                   |